# Magnus Liljedahl
Magnus Liljedahl, né le 6 mars 1954 à Göteborg en Suède, est un skipper américain. 

## Carrière
Magnus Liljedahl participe aux Jeux olympiques de 2000 à Sydney dans l'épreuve du Star. Il remporte la médaille d'or avec son coéquipier Mark Reynolds.